# Camille Coquilhat
Camille-Aimé Coquilhat (Lieja, 15 de octubre de 1853 - Boma, 24 de marzo de 1891) fue un militar y explorador belga recordado por su actividad como administrador colonial en el Estado Independiente del Congo (en la actualidad, República Democrática del Congo).

## Biografía

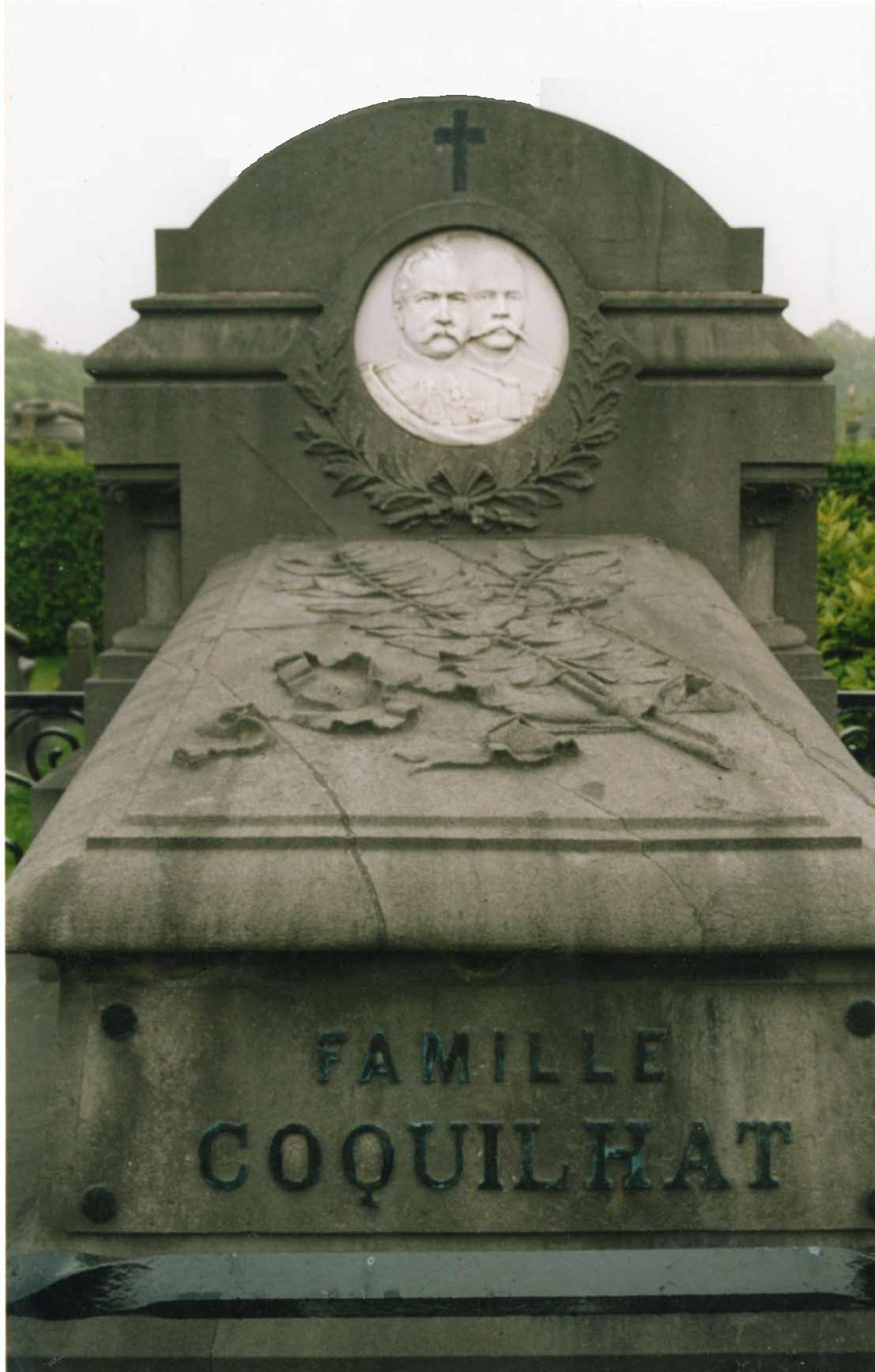
Monumento de la familia Coquilhat cementerio Schoonselhof, Amberes

Como oficial del ejército belga, y con el grado de teniente, fue destinado al Congo por primera vez en 1872. 
En 1876 entró al servicio de la Asociación Internacional Africana, cuyo objetivo era luchar contra la esclavitud haciendo expediciones en el interior del territorio. En 1877 le asignaron la misión de reunirse con Henry Morton Stanley en el Congo Alto. También se le encargó unificar las distintas tribus que luego formarían el Congo y que sus jefes aceptaran la bandera azul con la estrella amarilla como símbolo común.
En 1883, junto con el también explorador Alphonse Vangele, fundó la estación de Ecuador con el nombre de Equateurville, que más tarde pasará a llamarse Coquilhatville en su honor. Después de la independencia del Congo, la ciudad pasó a ser Mbandaka durante el mandato de Mobutu.
Cuando en 1885 se formó el Estado Independiente del Congo, Coquilhat empezó a reclutar jóvenes nativos, principalmente de la etnia bangala, para formarlos como soldados. Organizó en Matadi un campo de adiestramiento militar que fue el embrión de lo que luego daría lugar a la Fuerza Pública del país. 
En agosto de 1888 Leopoldo II le nombró administrador general del Departamento de Interior del Estado Independiente del Congo y en 1889 participó como experto en los trabajos de la Conferencia Antiesclavista. En diciembre de 1890 fue nombrado vicegobernador general, pero ya estaba enfermo y murió en 1891, en Boma. Su muerte prematura a la edad de 37 años dejó su obra inacabada.

## Obra
- Sur Le Haut-Congo (1888)

En el prólogo de su libro hace un comentario aclaratorio para distanciarse de la obra de Stanley (Cinq années au Congo) y así dar su visión personal sobre la creación de las estaciones del Alto Congo y de sus relaciones con los habitantes de la zona. Quiso explicar algunos conceptos con los que estaba en desacuerdo y ofrecer una versión diferente.